# Coiffaitarctia basalis
Coiffaitarctia basalis är en fjärilsart som beskrevs av Rothschild 1909. Coiffaitarctia basalis ingår i släktet Coiffaitarctia och familjen björnspinnare. Inga underarter finns listade i Catalogue of Life.